# Neoctantes niger
A Neoctantes niger a madarak osztályának verébalakúak (Passeriformes) rendjébe és a hangyászmadárfélék (Thamnophilidae) családjába tartozó Neoctantes nem egyetlen faja.

## Rendszerezése
A fajt August von Pelzeln osztrák ornitológus írta le 1859-ben, a Xenops nembe Xenops niger néven.

## Előfordulása
Dél-Amerikában, Brazília, Kolumbia, Ecuador és Peru területén honos. Természetes élőhelyei a szubtrópusi vagy trópusi síkvidéki esőerdők és mocsári erdők, folyók és patakok környékén.

## Megjelenése
Testhossza 16 centiméter, testtömege 29-32 gramm.
|  |

## Életmódja
Főleg rovarokkal táplálkozik, de más ízeltlábúakat is fogyaszt.

## Természetvédelmi helyzete
Az elterjedési területe rendkívül nagy, egyedszáma viszont csökken, de még nem éri el a kritikus szintet. A Természetvédelmi Világszövetség Vörös listáján nem fenyegetett fajként szerepel.